# Grand Prix automobile de Russie 2017
GP précédent GP suivant
Le Grand Prix automobile de Russie 2017 (2017  Formula 1 VTB Russian Grand Prix), disputé le 30 avril 2017 sur l'Autodrome de Sotchi, est la 960e épreuve du championnat du monde de Formule 1 courue depuis 1950. Il s'agit de la quatrième édition du Grand Prix de Russie comptant pour le championnat du monde de Formule 1 et de la quatrième manche du championnat 2017. 
Dessiné par Hermann Tilke, le circuit urbain situé à Adler au bord de la mer Noire, sillonne au milieu des installations du parc olympique de Sotchi où se sont déroulés les Jeux olympiques d'hiver en 2014. La course qui se disputait auparavant en octobre, a été, à partir de 2016, déplacée en début de saison. 
Dominatrices dans les trois séances d'essais libres, les Ferrari s'installent en première ligne sur la grille de départ pour la première fois depuis le Grand Prix de France 2008. Sebastian Vettel, dans un ultime effort en fin de Q3, réalise la quarante-septième pole position de sa carrière, sa première depuis le Grand Prix de Singapour 2015, en devançant son coéquipier Kimi Räikkönen de 59 millièmes de seconde. Mercedes, qui n'avait plus été battu en qualifications depuis dix-huit Grands Prix — et avait au moins placé une Flèche d'Argent en première ligne lors des trente dernières courses — occupe cette fois la deuxième ligne. Valtteri Bottas, le plus rapide en Q1 et en Q2, devance Lewis Hamilton ; tous deux sont dans la même seconde que Vettel. Les écarts sont plus importants derrière où Daniel Ricciardo et Felipe Massa occupent la troisième ligne alors que Max Verstappen, septième, s'élance aux côtés de Nico Hülkenberg. 
Dans un Grand Prix avare en dépassements, Valtteri Bottas prend une option sur la victoire dès les premiers hectomètres, en bondissant derrière Sebastian Vettel à l'extinction des feux, puis en le dépassant dans la longue ligne droite menant au deuxième virage. Au bout des cinquante-deux tours de la course, il obtient la première victoire de sa carrière pour son 81e départ en Formule 1 et son quatrième Grand Prix au sein de l'équipe Mercedes Grand Prix. Il est le cinquième Finlandais et le 107e vainqueur dans la discipline. Roulant dans la première partie de la course sur un rythme supérieur à celui de ses rivaux, il laisse temporairement les commandes à Vettel après son unique arrêt au stand au 26e tour puis reprend la tête quand le pilote Ferrari change de pneus à son tour. Dans les trois derniers tours Vettel, revenu à moins d'une seconde de Bottas, peut utiliser son aileron arrière mobile mais ne se retrouve jamais en position de le dépasser ; il termine deuxième, à 617 millièmes de seconde. Auteur du meilleur tour en course dans la 49e boucle, Kimi Raïkkönen complète le podium alors que Lewis Hamilton,  en déficit de performance durant tout le weekend, franchit la ligne d'arrivée au quatrième rang, à trente-six secondes de son coéquipier. Max Verstappen gagne deux places au départ et roule en cinquième position jusqu'à la fin ; il devance les Force India de Sergio Pérez et Esteban Ocon qui finissent dans les points pour la quatrième fois en quatre épreuves depuis le début de saison. Nico Hülkenberg amène sa Renault en huitième position tandis que Felipe Massa, neuvième, et Carlos Sainz Jr., dixième, prennent les points restants, à un tour du vainqueur. 
Avec 86 points, Vettel augmente son avance en tête du championnat pilotes sur Hamilton (73 points) ; suivent Bottas (63 points), Räikkönen (49 points), Verstappen (35 points) et Ricciardo (22 points). Mercedes reprend la tête du classement constructeurs avec 136 points, devant Ferrari (135 points) et Red Bull Racing (57 points) ; suivent Force India (31 points), Williams (18 points), Scuderia Toro Rosso (13 points), Haas (8 points) et Renault (6 points).

## Pneus disponibles
| Pneus pour piste sèche | Pneus pour piste sèche | Pneus pour piste sèche | Pneus pluie    | Pneus pluie |
| ---------------------- | ---------------------- | ---------------------- | -------------- | ----------- |
| Ultra tendres          | Super tendres          | Tendres                | Intermédiaires | Pluie       |

## Contexte avant le Grand Prix
Afin de dissuader les pilotes de tirer un avantage d'un passage hors-piste à la sortie du virage no 2 du circuit de Sotchi, la FIA a fait procéder à l'installation de nouveaux dispositifs. En effet, depuis plusieurs années, les pilotes qui sortent trop large de ce virage, qui est le principal point de freinage du tracé, en tirent profit car ils bénéficient d'une meilleure vitesse pour poursuivre le tour. Si des ralentisseurs ont été mis en place avant le début du weekend, la FIA a jugé cette mesure insuffisante. Ainsi, pour empêcher les pilotes d'utiliser sciemment la zone de dégagement asphaltée, deux blocs de couleur orange ont été installés après le virage à l'issue des premiers essais libres de vendredi ; les pilotes qui sortent de la piste devront donc devront slalomer entre ces blocs s'avant de reprendre la piste. Une note de la FIA stipule : « Tout pilote qui ne parvient pas à négocier le virage no 2 en utilisant la piste et qui passe complètement à l'extérieur de l'élément orange du vibreur à la corde doit rejoindre la piste en passant entre les deux nouveaux blocs en polystyrène orange. Il est rappelé aux pilotes qu'ils doivent regagner la piste de manière sûre. »

## Essais libres

### Première séance, le vendredi de 10 h à 11 h 30
| Pos. | Pilote           | Voiture            | Chrono         | Écart     |
| ---- | ---------------- | ------------------ | -------------- | --------- |
| 1    | Kimi Räikkönen   | Ferrari            | 1 min 36 s 074 |           |
| 2    | Valtteri Bottas  | Mercedes           | 1 min 36 s 119 | + 0 s 045 |
| 3    | Lewis Hamilton   | Mercedes           | 1 min 36 s 681 | + 0 s 607 |
| 4    | Max Verstappen   | Red Bull-TAG Heuer | 1 min 37 s 174 | + 1 s 100 |
| 5    | Sebastian Vettel | Ferrari            | 1 min 37 s 230 | + 1 s 156 |
| 6    | Daniel Ricciardo | Red Bull-TAG Heuer | 1 min 37 s 290 | + 1 s 216 |

- Sergey Sirotkin, pilote-essayeur chez Renault F1 Team, remplace Nico Hülkenberg lors de cette séance d'essais[3],[4].

### Deuxième séance, le vendredi de 14 h à 15 h 30
| Pos. | Pilote           | Voiture            | Chrono         | Écart     |
| ---- | ---------------- | ------------------ | -------------- | --------- |
| 1    | Sebastian Vettel | Ferrari            | 1 min 34 s 120 |           |
| 2    | Kimi Räikkönen   | Ferrari            | 1 min 34 s 383 | + 0 s 263 |
| 3    | Valtteri Bottas  | Mercedes           | 1 min 34 s 790 | + 0 s 670 |
| 4    | Lewis Hamilton   | Mercedes           | 1 min 34 s 829 | + 0 s 709 |
| 5    | Max Verstappen   | Red Bull-TAG Heuer | 1 min 35 s 540 | + 1 s 420 |
| 6    | Daniel Ricciardo | Red Bull-TAG Heuer | 1 min 35 s 910 | + 1 s 790 |

### Troisième séance, le samedi de 12 h à 13 h
| Pos. | Pilote           | Voiture            | Chrono         | Écart     |
| ---- | ---------------- | ------------------ | -------------- | --------- |
| 1    | Sebastian Vettel | Ferrari            | 1 min 34 s 001 |           |
| 2    | Kimi Räikkönen   | Ferrari            | 1 min 34 s 338 | + 0 s 337 |
| 3    | Valtteri Bottas  | Mercedes           | 1 min 34 s 364 | + 0 s 363 |
| 4    | Lewis Hamilton   | Mercedes           | 1 min 34 s 542 | + 0 s 541 |
| 5    | Max Verstappen   | Red Bull-TAG Heuer | 1 min 35 s 452 | + 1 s 451 |
| 6    | Felipe Massa     | Williams-Mercedes  | 1 min 35 s 471 | + 1 s 470 |

## Séance de qualifications

### Résultats des qualifications
| Pos.                                                                                      | Pilote            | Écurie               | Qualifications 1 | Qualifications 2 | Qualifications 3 |
| ----------------------------------------------------------------------------------------- | ----------------- | -------------------- | ---------------- | ---------------- | ---------------- |
| 1                                                                                         | Sebastian Vettel  | Ferrari              | 1 min 34 s 493   | 1 min 34 s 038   | 1 min 33 s 194   |
| 2                                                                                         | Kimi Räikkönen    | Ferrari              | 1 min 34 s 953   | 1 min 33 s 663   | 1 min 33 s 253   |
| 3                                                                                         | Valtteri Bottas   | Mercedes             | 1 min 34 s 041   | 1 min 33 s 264   | 1 min 33 s 289   |
| 4                                                                                         | Lewis Hamilton    | Mercedes             | 1 min 34 s 409   | 1 min 33 s 760   | 1 min 33 s 767   |
| 5                                                                                         | Daniel Ricciardo  | Red Bull-TAG Heuer   | 1 min 35 s 560   | 1 min 35 s 483   | 1 min 34 s 905   |
| 6                                                                                         | Felipe Massa      | Williams-Mercedes    | 1 min 35 s 828   | 1 min 35 s 049   | 1 min 35 s 110   |
| 7                                                                                         | Max Verstappen    | Red Bull-TAG Heuer   | 1 min 35 s 301   | 1 min 35 s 221   | 1 min 35 s 161   |
| 8                                                                                         | Nico Hülkenberg   | Renault              | 1 min 35 s 507   | 1 min 35 s 328   | 1 min 35 s 285   |
| 9                                                                                         | Sergio Pérez      | Force India-Mercedes | 1 min 36 s 185   | 1 min 35 s 513   | 1 min 35 s 337   |
| 10                                                                                        | Esteban Ocon      | Force India-Mercedes | 1 min 35 s 372   | 1 min 35 s 729   | 1 min 35 s 430   |
| 11                                                                                        | Carlos Sainz Jr.  | Toro Rosso-Renault   | 1 min 35 s 827   | 1 min 35 s 948   |                  |
| 12                                                                                        | Lance Stroll      | Williams-Mercedes    | 1 min 36 s 279   | 1 min 35 s 964   |                  |
| 13                                                                                        | Daniil Kvyat      | Toro Rosso-Renault   | 1 min 35 s 984   | 1 min 35 s 968   |                  |
| 14                                                                                        | Kevin Magnussen   | Haas-Ferrari         | 1 min 36 s 408   | 1 min 36 s 017   |                  |
| 15                                                                                        | Fernando Alonso   | McLaren-Honda        | 1 min 36 s 353   | 1 min 36 s 660   |                  |
| 16                                                                                        | Jolyon Palmer     | Renault              | 1 min 36 s 462   |                  |                  |
| 17                                                                                        | Stoffel Vandoorne | McLaren-Honda        | 1 min 37 s 070   |                  |                  |
| 18                                                                                        | Pascal Wehrlein   | Sauber-Ferrari       | 1 min 37 s 332   |                  |                  |
| 19                                                                                        | Marcus Ericsson   | Sauber-Ferrari       | 1 min 37 s 507   |                  |                  |
| 20                                                                                        | Romain Grosjean   | Haas-Ferrari         | 1 min 37 s 620   |                  |                  |
| Temps minimal à réaliser pour la qualification : 1 min 40 s 623 (107 % de 1 min 34 s 041) |                   |                      |                  |                  |                  |

### Grille de départ
- Stoffel Vandoorne, auteur du dix-septième temps des qualifications, est pénalisé d'un recul de quinze places après que sa voiture a été munie d'un cinquième MGU-K et d'un nouveau turbocompresseur ; il s'élance de la dernière place de la grille de départ[8],[9].
- Carlos Sainz Jr., auteur du onzième temps des qualifications, est pénalisé d'un recul de trois places sanctionnant l'accrochage avec Lance Stroll dont il est jugé responsable, au 13e tour du Grand Prix de Bahreïn ; il s'élance de la quatorzième place sur la grille de départ[10].

## Course

### Classement de la course
| Pos. | no | Pilote            | Écurie               | Tours | Temps/Abandon                      | Grille | Points |
| ---- | -- | ----------------- | -------------------- | ----- | ---------------------------------- | ------ | ------ |
| 1    | 77 | Valtteri Bottas   | Mercedes             | 52    | 1 h 28 min 08 s 743 (206,860 km/h) | 3      | 25     |
| 2    | 5  | Sebastian Vettel  | Ferrari              | 52    | + 0 s 617                          | 1      | 18     |
| 3    | 7  | Kimi Räikkönen    | Ferrari              | 52    | + 11 s 000                         | 2      | 15     |
| 4    | 44 | Lewis Hamilton    | Mercedes             | 52    | + 36 s 230                         | 4      | 12     |
| 5    | 33 | Max Verstappen    | Red Bull-TAG Heuer   | 52    | + 1 min 00 s 416                   | 7      | 10     |
| 6    | 11 | Sergio Pérez      | Force India-Mercedes | 52    | + 1 min 26 s 788                   | 9      | 8      |
| 7    | 31 | Esteban Ocon      | Force India-Mercedes | 52    | + 1 min 35 s 004                   | 10     | 6      |
| 8    | 27 | Nico Hülkenberg   | Renault              | 52    | + 1 min 36 s 188                   | 8      | 4      |
| 9    | 19 | Felipe Massa      | Williams-Mercedes    | 51    | + 1 tour                           | 6      | 2      |
| 10   | 55 | Carlos Sainz Jr.  | Toro Rosso-Renault   | 51    | + 1 tour                           | 14     | 1      |
| 11   | 18 | Lance Stroll      | Williams-Mercedes    | 51    | + 1 tour                           | 11     |        |
| 12   | 26 | Daniil Kvyat      | Toro Rosso-Renault   | 51    | + 1 tour                           | 12     |        |
| 13   | 20 | Kevin Magnussen   | Haas-Ferrari         | 51    | + 1 tour                           | 13     |        |
| 14   | 2  | Stoffel Vandoorne | McLaren-Honda        | 51    | + 1 tour                           | 20     |        |
| 15   | 9  | Marcus Ericsson   | Sauber-Ferrari       | 51    | + 1 tour                           | 18     |        |
| 16   | 94 | Pascal Wehrlein   | Sauber-Ferrari       | 50    | + 2 tours                          | 17     |        |
| Abd. | 3  | Daniel Ricciardo  | Red Bull-TAG Heuer   | 5     | Freins                             | 5      |        |
| Abd. | 30 | Jolyon Palmer     | Renault              | 0     | Accrochage avec Romain Grosjean    | 16     |        |
| Abd. | 8  | Romain Grosjean   | Haas-Ferrari         | 0     | Accrochage avec Jolyon Palmer      | 19     |        |
| Np.  | 14 | Fernando Alonso   | McLaren-Honda        | 0     | Électronique                       |        |        |

### Pole position et record du tour
- Pole position :  Sebastian Vettel (Ferrari) en 1 min 33 s 194 (225,903 km/h)[12].
- Meilleur tour en course :  Kimi Räikkönen (Ferrari) en 1 min 36 s 844 (217,389 km/h) au quarante-neuvième tour[13].

### Tours en tête
- Valtteri Bottas : 44 tours (1-26 / 35-52)[14]
- Sebastian Vettel : 8 tours (27-34)

## Classements généraux à l'issue de la course
| Pos. | Pilote           | Écurie               | Points |
| ---- | ---------------- | -------------------- | ------ |
| 1    | Sebastian Vettel | Ferrari              | 86     |
| 2    | Lewis Hamilton   | Mercedes             | 73     |
| 3    | Valtteri Bottas  | Mercedes             | 63     |
| 4    | Kimi Räikkönen   | Ferrari              | 49     |
| 5    | Max Verstappen   | Red Bull-TAG Heuer   | 35     |
| 6    | Daniel Ricciardo | Red Bull-TAG Heuer   | 22     |
| 7    | Sergio Pérez     | Force India-Mercedes | 22     |
| 8    | Felipe Massa     | Williams-Mercedes    | 18     |
| 9    | Carlos Sainz Jr. | Toro Rosso-Renault   | 11     |
| 10   | Esteban Ocon     | Force India-Mercedes | 9      |
| 11   | Nico Hülkenberg  | Renault              | 6      |
| 12   | Romain Grosjean  | Haas-Ferrari         | 4      |
| 13   | Kevin Magnussen  | Haas-Ferrari         | 4      |
| 14   | Daniil Kvyat     | Toro Rosso-Renault   | 2      |

| Pos. | Écurie               | Points |
| ---- | -------------------- | ------ |
| 1    | Mercedes             | 136    |
| 2    | Ferrari              | 135    |
| 3    | Red Bull-TAG Heuer   | 57     |
| 4    | Force India-Mercedes | 31     |
| 5    | Williams-Mercedes    | 18     |
| 6    | Toro Rosso-Renault   | 13     |
| 7    | Haas-Ferrari         | 8      |
| 8    | Renault              | 6      |

## Statistiques

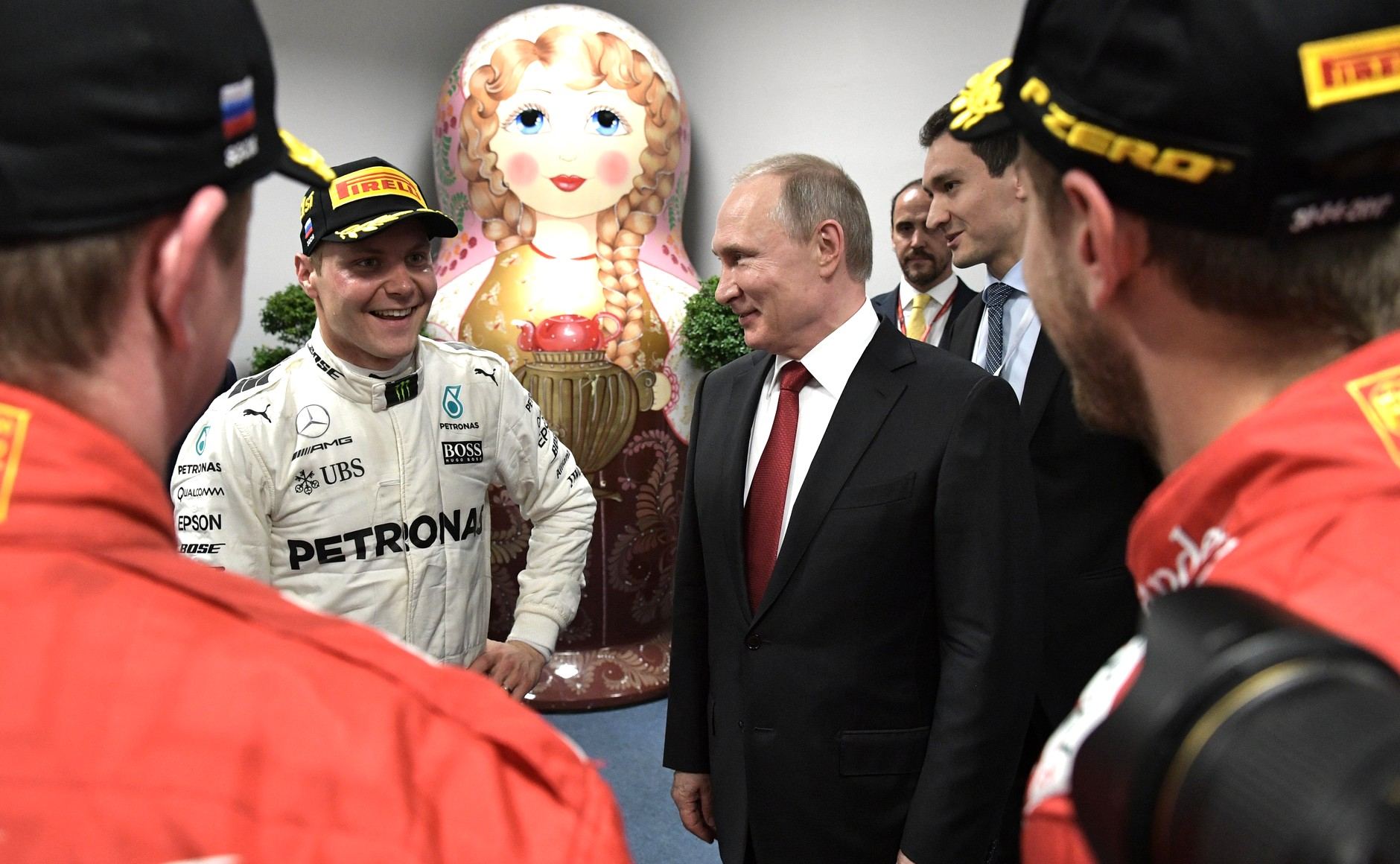
Valtteri Bottas et Vladimir Poutine avant la cérémonie du podium.

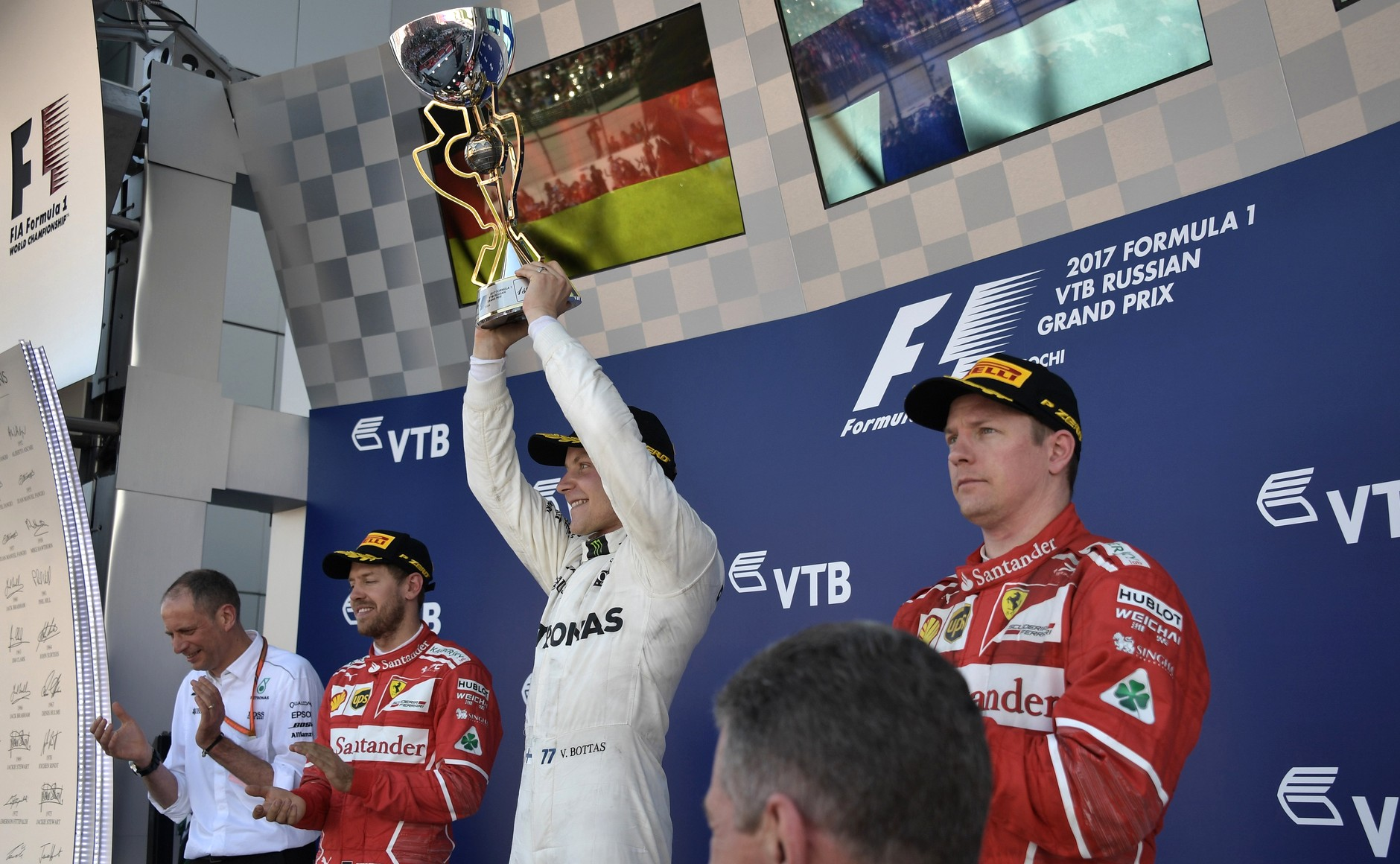
Le podium du Grand Prix.

Le Grand Prix de Russie 2017 représente :
- la 47e pole position de sa carrière en Formule 1 pour Sebastian Vettel, sa seconde chez Ferrari et sa première depuis le Grand Prix de Singapour 2015[17] ;
- la 1re victoire de Valtteri Bottas en Formule 1 ; il devient le 107e vainqueur d'un Grand Prix comptant pour le championnat du monde[18],[19], et le cinquième Finlandais (après Keke Rosberg, Mika Häkkinen, Kimi Räikkönen et Heikki Kovalainen) à s'imposer dans la discipline[20]
- le 90e podium de Sebastian Vettel[21] ;
- la 66e victoire de Mercedes en tant que constructeur[22] ;
- la 152e victoire de Mercedes en tant que motoriste[23] ;
- le 400e podium pour un moteur Mercedes[24].

Au cours de ce Grand Prix :
- Kimi Räikkönen passe la barre des 1 400 points inscrits en Formule 1 (1409 points)[25] ;
- Valtteri Bottas est élu « Pilote du jour » lors d'un vote organisé sur le site officiel de la Formule 1[26] ;
- Si on ne tient pas compte du premier tour de course et des changements de position réalisés à la faveur des arrêts au stand, une seule manœuvre de dépassement, le dernier doublant l'avant-dernier, a été réalisée pendant le Grand Prix (contre 30 l'année précédente) ; les changements de position n'ont été réalisés qu'à la faveur des arrêts aux stands ou des abandons[27],[28],[29] ;
- Mika Salo (110 Grands Prix de 1994 à 2002, 2 podiums et 33 points inscrits et double vainqueur des 24 Heures du Mans en catégorie GT2) a été nommé conseiller par la FIA pour aider dans leurs jugements le groupe des commissaires de course[30].